# Phát sóng

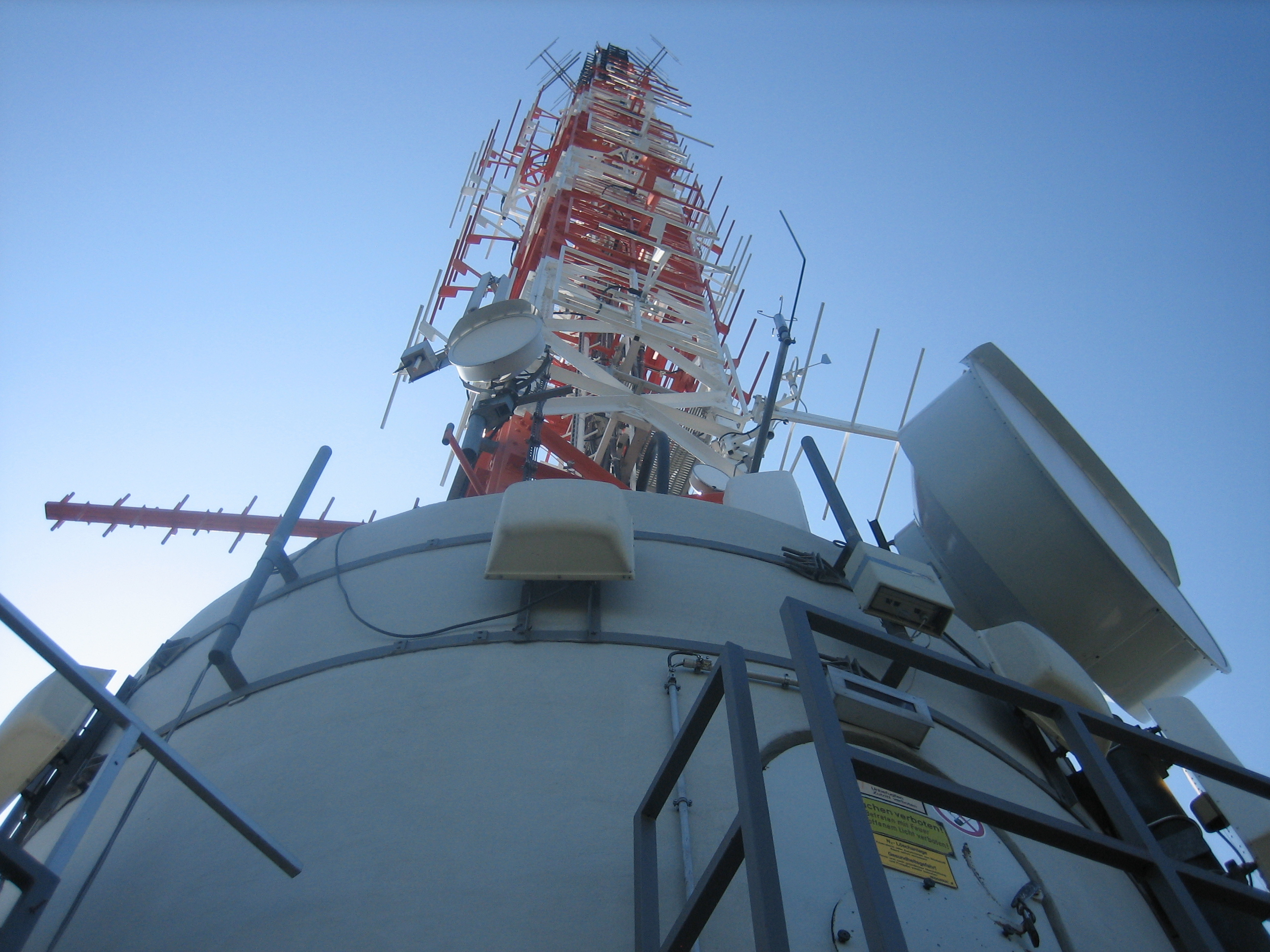
Ăng ten phát sóng tại Stuttgart

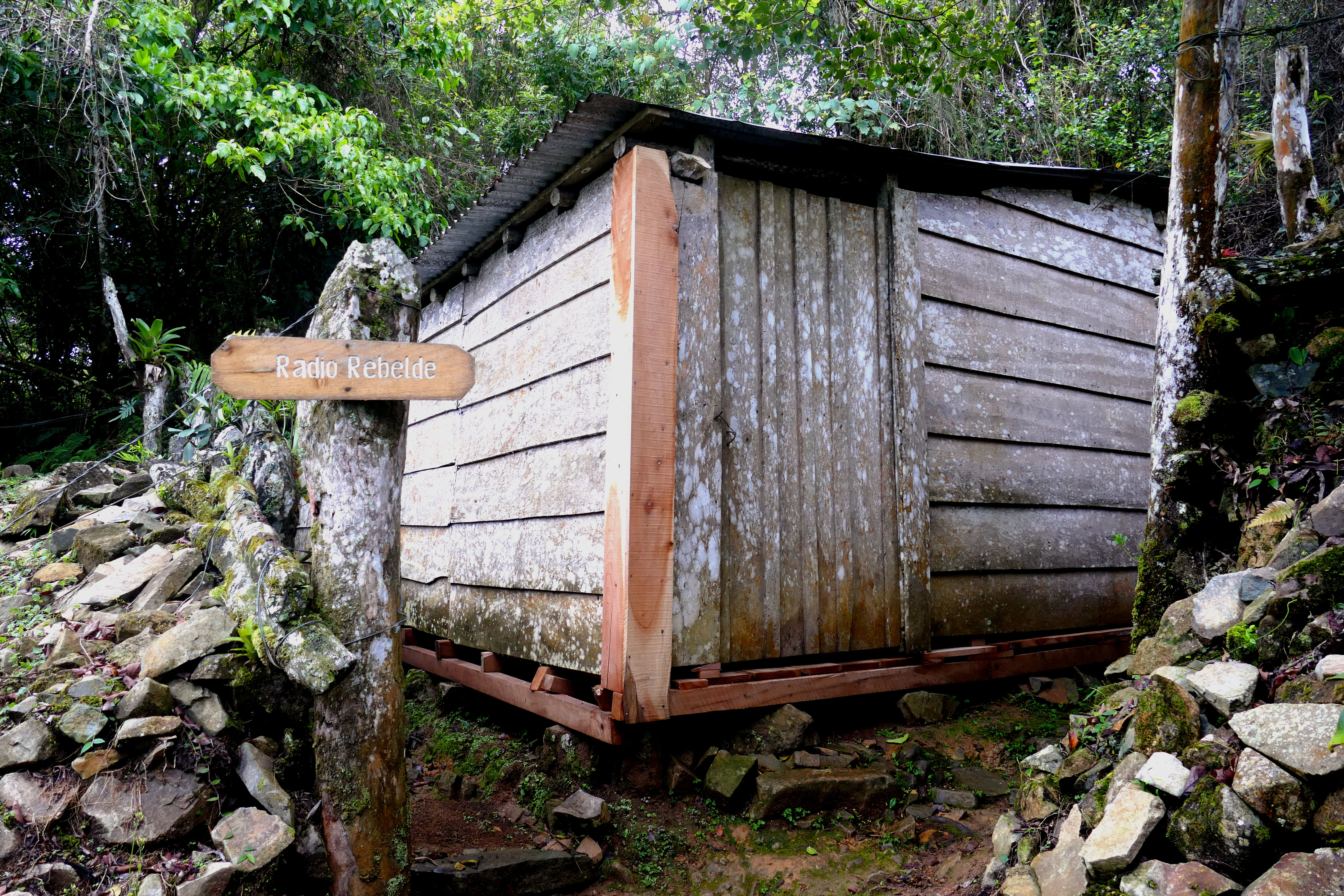
Di tích trạm phát sóng vô tuyến ở Sierra Maestra, thời gian mà Che Guevara hoạt động cách mạng, sau này trở thành Radio Rebelde

Phát sóng hay còn gọi là phát thanh truyền hình (tiếng Anh: broadcasting), là phương tiện phổ biến âm thanh và hình ảnh một cách rộng rãi đến khán giả qua các phương pháp điện tử, thường là bằng phổ điện từ như sóng vô tuyến để nhiều người tiếp nhận. Khác với truyền thông đại chúng gồm cả báo chí và sách vở, phát sóng được dùng riêng cho phương tiện điện tử: kỹ thuật truyền hình và radio. Có mặt trước tiên là kỹ thuật truyền thanh radio phát triển từ thập niên 1920. Trước thời điểm đó mọi phương tiện như điện thoại, điện tín, v.v. chỉ hạn chế một-đến-một, tức là một điểm phát thì chỉ có một điểm nhận. Kỹ thuật truyền thanh tạo ra mở ra lãnh vực mới khi một điểm phát sóng có thể đưa tin đến nhiều điểm nhận sóng, và từ đó một đài phát thanh có thể phủ sóng để nhiều thính giả cùng nghe. 
Phát sóng thường được hiểu là phát sóng vô tuyến nhưng sang đến cuối thế kỷ 20 thì phát sóng cũng dùng dây cáp để nối như truyền hình cáp. Khán thính giả có thể là công chúng nhưng cũng có thể là khách hàng đăng ký mua dịch vụ. Ở Hoa Kỳ ngành phát sóng thường cần giấy phép của nhà chức trách tuy nhiên tín hiệu phát qua vệ tinh và nhận được ở nơi xa thì không bị chi phối bởi quản lý địa phương. Kỹ thuật số mở thêm phương tiện streaming để khán thính giả nhận tín hiệu cũng có thể coi là một phần của truyền thanh truyền hình.
Phát sóng trong không khí (không dây) thường liên quan đến cả phát thanh và truyền hình, mặc dù trong những năm gần đây truyền phát thanh và truyền hình bắt đầu được phân phối bằng cáp (truyền hình cáp). Các bên nhận có thể bao gồm công chúng hoặc một tập con tương đối nhỏ; vấn đề là bất kỳ ai có công nghệ và thiết bị tiếp nhận thích hợp (ví dụ như đài phát thanh hoặc tivi) đều có thể nhận được tín hiệu. Lĩnh vực phát sóng bao gồm cả các dịch vụ do chính phủ quản lý như đài phát thanh công cộng và truyền hình công cộng, đài phát thanh thương mại và truyền hình thương mại.

## Các phương pháp
Trong lịch sử, đã có một số phương pháp được sử dụng để phát sóng âm thanh và phương tiện truyền thông điện tử cho công chúng:
- Truyền hình qua điện thoại (1881-1932): hình thức phát thanh điện tử sớm nhất (không kể các dịch vụ dữ liệu được cung cấp bởi các công ty điện báo chứng khoán từ năm 1867, nếu băng ticker được loại khỏi định nghĩa). Việc phát sóng điện thoại bắt đầu với sự xuất hiện của Théâtrophone (Hệ thống Nhà hát Điện thoại), là hệ thống phân phối qua điện thoại cho phép các thuê bao nghe các chương trình biểu diễn trực tiếp và sân khấu qua đường dây điện thoại do Clément Ader sáng lập năm 1881. Phát sóng điện thoại cũng tăng lên bao gồm các dịch vụ báo điện thoại cho chương trình tin tức và giải trí đã được giới thiệu vào những năm 1890, chủ yếu nằm ở các thành phố lớn của châu Âu. Các dịch vụ thuê bao điện thoại này là những ví dụ đầu tiên của phát sóng điện / điện tử và được cung cấp nhiều chương trình.
- Phát thanh truyền hình (thử nghiệm từ năm 1906, triển khai thương mại từ năm 1920): tín hiệu âm thanh được gửi qua không gian như sóng vô tuyến từ máy phát, được phát ra bởi ăng-ten và sau đó đi tới các máy thu. Các đài phát thanh có thể được kết nối trong các mạng vô tuyến để phát các chương trình vô tuyến phổ biến, hoặc là trong các chương trình phát sóng, simulcast hoặc subchannel.
- Phát sóng truyền hình (hoặc vô tuyến truyền hình - television), truyền hình thực nghiệm từ năm 1925, thương mại từ những năm 1930: mở rộng đài phát thanh để truyền phát kèm tín hiệu video.
- Phát thanh cáp (còn gọi là "cáp FM", từ năm 1928) và truyền hình cáp (từ năm 1932): cả bằng cáp đồng trục, ban đầu phục vụ chủ yếu như các phương tiện truyền thông cho chương trình sản xuất ở đài phát thanh hoặc truyền hình, nhưng sau đó mở rộng thành một hệ thống lớn.
- Vệ tinh phát sóng trực tiếp (DBS) (từ năm 1974) và đài phát thanh vệ tinh (từ năm 1990): có nghĩa là cho chương trình phát sóng trực tiếp tại nhà (trái ngược với các mạng lên mạng và downlinks trong phòng thu) cung cấp hỗn hợp radio truyền thống hoặc chương trình phát sóng truyền hình, hoặc cả hai, với chương trình phát thanh vệ tinh chuyên dụng.
- Webcasting của video/truyền hình (từ năm 1993) và các stream âm thanh/radio (từ năm 1994): cung cấp một sự pha trộn của chương trình phát thanh truyền hình và truyền hình truyền thống với các đài phát thanh Internet chuyên dụng cũng như truyền hình Internet.